# Wołodymyr Pyłat
Wołodymyr Pyłat, ukr. Володимир Степанович Пилат (ur. 15 września 1955) – ukraiński mistrz sztuk walki znany z usystematyzowania Bojowego Hopaka.

## Młodość
- Urodził się we Lwowie. Jego dziadek ze strony ojca, Mychajło Pyłat, pochodził z rycerskiego rodu, od XVI wieku pieczętującego się herbem Nowyj. Dziadek ze strony matki, Andriej Hidej, służył w osobistej ochronie austriackiego cesarza Franciszka Józefa. We wsi Zawydowyczi koło Horodka, skąd pochodzi, od najdawniejszych czasów była szkoła, w której uczono dzieci walczyć. Chcąc kontynuować tradycję, Hidej zaczął uczyć swojego wnuka.
- W 1962 Pyłat zaczął trenować gimnastykę sportową. Przed tym trenował w domu, dzięki czemu był w stanie zrobić szpagat i bezproblemowo podciągał się dziesięć razy na drążku. Po czterech latach przeszedł do sekcji walki wolnej, gdzie ćwiczył przez dwa lata. Kilkanaście razy brał udział w turniejach i zwyciężał w walkach doświadczonymi zawodnikami.
- Począwszy od 1968 trenował karate Kyokushin. W 1977 otrzymał czarny pas i przez osiem lat był senseiem w swojej własnej szkole Kyokushin karate. Równolegle z tym zgłębiał tajniki Goju Ryu, Sone, karate – do (zarówno według Funakoshi, jak i Nakayama), kickboxingu, jiu-jitsu i aikido.

## Kariera
- Na początku lat 80 szkoła Wołodymyra Pyłata przeszła z poziomu nauczania w USRR na poziom całego ZSRR. Niemal wszystkie walki Pyłat i jego uczniowie wygrywali przez nokaut. Była to w tym czasie jedyna szkoła we Lwowie, która w pełni praktykowała formułę full contact. To w tej właśnie szkole po raz pierwszy na terytorium Związku Radzieckiego zaczęto stosować profesjonalne ochraniacze dla rąk, nóg, klatki piersiowej i głowy. W radzieckim środowisku sztuk walki szkołę Pyłata nazywano „szkołą łamignatów”.
- Wołodymyr zawsze pysznił się swoim pochodzeniem. Perspektywa poświęcenia całego swego życia sztukom walki odległej i obcej mu kulturowo Japonii przeczyła jego poglądom i przekonaniom. Swój wolny czas Pyłat coraz częściej zaczął poświęcać gruntownym badaniom nad spuścizną sztuk walki swego narodu.
- W 1985, kiedy pojawiła się już jakaś możliwość mówienia o odrodzeniu Ukraińskiej kultury, odrzucił perspektywy, które otwierały się przed nim w świecie karate i stworzył eksperymentalną szkołę dla badań i nauczania bojowej kultury Ukrainy. Dwa lata prac badawczych przyniosły zachęcające rezultaty i już w 1987, porzuciwszy ostatecznie karate Wołodymyr zaczął odnawiać i rozwijać narodową sztukę walki, która otrzymała nazwę „Bojowyj Hopak”. Jeszcze w 1989 zorganizował we Lwowie pierwszy Ogólnoukraiński Zjazd Kozactwa, na którym zebrali się entuzjaści z całej Ukrainy. W 1990 z zadaniem legalizacji działalności odrodzeniowej ukraińskiego kozactwa i kozackich sztuk walki Pyłat stworzył organizację „Hałyćka Sicz”, na bazie której Bojowy Hopak rozwijał się przez kolejne siedem lat. Do grona założycieli organizacji „Hałyćka Sicz” należy Jewhen Prystupa, Ołeś Noha oraz Maria Szuń.

## Rozwój Bojowego Hopaka
- Zdobycie niepodległości w 1991 dało Pyłatowi impuls do wzmożenia swej pracy. Odbył liczne podróże po Ukrainie, w czasie których organizował pokazy, festiwale i seminaria.
- W 1991 trafiła do sprzedaży pierwsza publikacja o odrodzenia ukraińskich sztuk walki napisana we współpracy z pedagogiem Jewhenem Prystupą – „Tradycje ukraińskiej narodowej kultury fizycznej” (Є. Приступа, В. Пилат. „Традиції Української Національної Фізичної Культури”). W 1994 roku wydano zaś książkę „Бойовий Гопак” („Бойовий Гопак”). Oprócz prezentacji technik walki, zawierała ona gruntowną historyczną analizę narodowej kultury bojowej, pełne zasady turniejów Bojowego Hopaka, wymagania na poszczególne stopnie zaawansowania oraz koncepcje światopoglądowe.
- Dzięki pracy popularyzatorskiej Pyłata ośrodki Bojowego Hopaka powstawały w różnych regionach Ukrainy. W 1997 postanowieniem rady Centralnej Szkoły Bojowego Hopaka, Pyłatowi, jako założycielowi stylu, nadano dożywotni tytuł Najwyższego Nauczyciela Bojowego Hopaka. Pod wpływem licznych próśb uczniów, nauczycieli i ludzi zainteresowanych Bojowym Hopakiem wydano rozszerzone wydanie podręcznika „Bojowy Hopak”. W związku ze stale rosnącym zainteresowaniem sztuką walki Ukraińców na świecie, w sierpniu 2001 roku powołano Międzynarodową Federację Bojowego Hopaka, prezydentem której obrano Wołodymyra.
- Wołodymyr stoi na czele Zarządu oraz Rady Nauczycielskiej Centralnej Szkoły Bojowego Hopaka, Międzynarodowej Federacji Bojowego Hopaka. Do niego należą prawa autorskie stylu i metodyki nauczania Bojowego Hopaka.